# Río Kunak-Tau
El río Kunak-Tau (del ruso: Кунак-Тау) es un río del krai de Krasnodar, en Rusia, afluente por la izquierda del río Gubs, tributario del río Jodz, que lo es del Labá, de la cuenca hidrográfica del Kubán.

## Cuenca
Tiene 11 km de longitud y 21.7 km² de cuenca. Nace 7 km al nordeste de Jametinskaya y tras discurrir en dirección sudeste, desemboca en Proletarski, a 8.4 km de la desembocadura del Gubs en el Jodz.